# Sternwarte Lilienthal

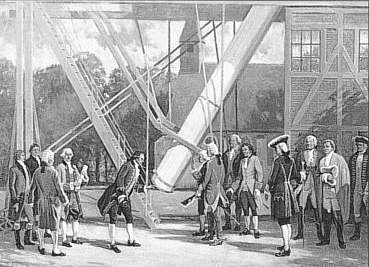
Die Lilienthaler Sternwarte

Die Sternwarte Lilienthal war eine astronomische Forschungseinrichtung, die 1782 von Johann Hieronymus Schroeter im Dorf Lilienthal bei Bremen gegründet wurde. In den napoleonischen Kriegen wurde sie 1813 weitgehend zerstört. Sie gehörte mit ihrer instrumentellen Ausstattung – insbesondere große Spiegelteleskope – Anfang des 19. Jahrhunderts zu den weltweit führenden Sternwarten.

## Geschichte
1782 wurde der an der Astronomie interessierte Oberamtmann Johann Hieronymus Schroeter im Dienste des Kurfürstentums Braunschweig-Lüneburg nach Lilienthal versetzt. Im Garten des Amtshauses richtete er zunächst eine einfache Beobachtungsstation ein.
Schroeter war mit der Familie Herschel aus Hannover bekannt und stand in brieflichem Kontakt mit dem in England lebenden Wilhelm Herschel, der 1781 den Planeten Uranus entdeckt hatte. Von Herschel erhielt Schroeter 1784 einen Spiegel mit 12 cm Durchmesser und Okulare, aus denen er ein Spiegelteleskop fertigte. 1786 sandte ihm Herschel einen Spiegel mit 16,5 cm Durchmesser, den er für ein weiteres Teleskop verwendete. Im selben Jahr ließ Schroeter im Amtsgarten ein zweistöckiges Observatorium errichten. Aus dem Untergeschoss führte eine Terrasse, auf die Teleskope geschoben werden konnten. Das Obergeschoss war mit verschiebbaren Dachklappen versehen.
1788 entstand etwa 70 Meter entfernt eine zweite Beobachtungsstation, ein achteckiger Holzbau, den er „Urania-Tempel“ nannte. Ab 1792 entwickelte er mit Professor Johann Gottlieb Friedrich Schrader von der Universität Kiel und seinem Gärtner Harm Gefken Verfahren zur Optimierung von metallischen Teleskopspiegeln. Es entstanden Geräte mit sehr guten Abbildungsleistungen, wie ein Teleskop mit 24 cm Öffnung. 1793 begann er mit der Herstellung eines „Riesenteleskops“, das 1794 fertiggestellt wurde. Es besaß eine Öffnung von 50,8 cm und 8,25 m (27 Fuß) Brennweite. Dieses Teleskop machte die Sternwarte Lilienthal weltberühmt und sie wurde fortan von Astronomen, hohen Staatsbeamten und Militärs aller Armeen besucht.
Zusammen mit Franz Xaver von Zach und Heinrich Wilhelm Olbers gründete Schröter 1800 in Lilienthal die Astronomische Gesellschaft.
Ab 1799 reichte Schroeters Gehalt als Oberamtmann nicht mehr für die Unterhaltung der Sternwarte und die Kosten seiner Veröffentlichungen aus. Er schloss daher durch Vermittlung eines Londoner Freundes einen Vertrag mit dem britisch-hannoverschen König Georg III. ab. Danach gingen sämtliche Geräte der Sternwarte für den Preis von 1200 englischen Guineen (nach heutigem Wert etwa 150.000 Euro) in das Eigentum des Königs über. Die Geräte sollten bis zu Schroeters Tod in Lilienthal verbleiben und anschließend an die Universität Göttingen gehen. Schroeter erhielt außerdem eine Rente von 300 Talern sowie 200 Taler zur Unterhaltung eines „Sternwarte-Inspektors“.
Inspektor wurde Karl Ludwig Harding, der seit 1796 Schroeters Sohn Johann Friedrich unterrichtete. Harding entdeckte 1804 von Lilienthal aus den dritten Asteroiden Juno. 1805 ging er an die Universität Göttingen.
Von 1806 bis 1809 arbeitete Friedrich Wilhelm Bessel als Assistent in Lilienthal. 1809 erhielt Bessel einen Ruf an die Universität Königsberg.
Schroeters ehemaliger Gärtner Harm Gefken nutzte seine erworbenen Kenntnisse und gründete in Lilienthal eine optische Werkstatt zur Herstellung von Spiegelteleskopen, wobei er auch Schroeter belieferte. Im Laufe der Zeit entstanden in Lilienthal bedeutende Arbeiten über den Mond, und die Planeten Merkur, Venus, Mars, Jupiter und Saturn. Hier entstand auch Schroeters großer Mondatlas „Selenotopographische Fragmente“.
Infolge der napoleonischen Kriege kam Lilienthal 1810 unter französische Verwaltung und Schroeter wurde zwangspensioniert. Seine Bezüge wurden nicht mehr gezahlt, die Gelder aus England waren seit 1806 ausgeblieben. Am 21. April 1813 führten französische Truppen eine Strafexpedition durch und brannten die Ortschaft Lilienthal nieder. Schroeters Amtshaus mitsamt Aufzeichnungen verbrannte. Die Sternwarte blieb zwar verschont, wurde jedoch geplündert. Im November 1813 wurde Schroeter wieder in sein Amt eingesetzt. Da sich sein Gesundheitszustand verschlechterte, ließ er vertragsgemäß alle Instrumente, die vor 1799 gekauft worden waren, nach Göttingen transportieren. 1816 verstarb Schroeter im Alter von 70 Jahren in Lilienthal. Nach seinem Tode verfiel die Sternwarte zunehmend. 1850 wurden die letzten Reste abgerissen.
In Lilienthal befindet sich heute ein Heimatmuseum, in dem einige der originalen Teleskope besichtigt werden können. Auf einer Außenfläche befindet sich ein Modell des Riesenteleskops.
Seit November 2015 steht ein funktionstüchtiger Nachbau des 27-Fuß Spiegelteleskops von 1793 am Ortseingang von Lilienthal, gegenüber vom Borgfelder Landhaus Telescopium Lilienthal.

## Ausstattung
Das erste Gerät der Sternwarte war ein Achromat von Dollond mit 5 cm Öffnung, 91,5 cm Brennweite und fünf auswechselbaren Okularen, den Schroeter 1799 erworben hatte. Später stellte er das Gerät im „Urania-Tempel“ auf. Bei der Plünderung von 1813 hatte ein französischer Offizier das Teleskop entwendet. Schroeter erhielt es später wieder.
Das erste Spiegelteleskop von 1784 aus Teilen von Wilhelm Herschel besaß eine Öffnung von 12 cm und 122 cm Brennweite. Acht Okulare ermöglichten 60- bis 339-fache Vergrößerungen.
Das zweite Spiegelteleskop mit einem Spiegel von Herschel hatte 16,5 cm Öffnung und 2,14 m (7 Fuß) Brennweite. Zehn Okulare lieferten Vergrößerungen vom 74- bis zum 1200-fachen. Die Bauteile kosteten 600 Reichstaler, was damals fast Schroeters halbem Jahresgehalt entsprach.
Ab 1792 entstanden mehrere Teleskope aus eigener Fertigung. Zwei davon, eines mit 16,5 cm Öffnung und 2,14 m Brennweite (nach Schroeters Angaben den Geräten von Herschel absolut gleichwertig), und eines mit 24 cm Öffnung und 3,96 m (13 Fuß) Brennweite, blieben in Lilienthal. Letzteres hatte eine hervorragende Abbildungsleistung und war über mehrere Jahre das beste Teleskop der Sternwarte.
Von dem Augsburger Optiker Höschel bezog er ein Glasmikrometer, das dieser nach einem Modell von Schroeter angefertigt hatte. Damit wurde das Gesichtsfeld in parallele Linien zwischen 4 und 26 Bogensekunden eingeteilt. Das Gerät erlaubte so die Bestimmung der Winkelabstände von Sternen.

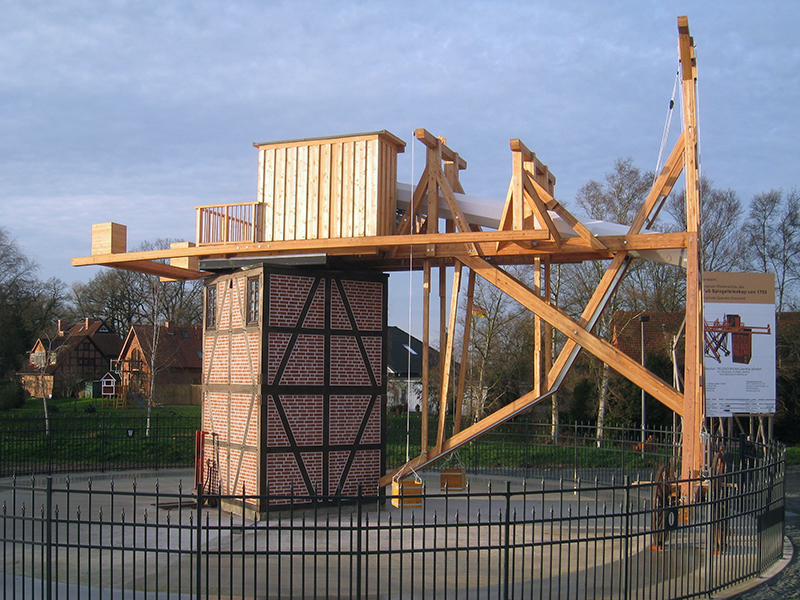
Nachbau von Schroeters Teleskop aus dem Jahr 1794 in Lilienthal

Das berühmte 27-füßige „Lilienthalische Riesentelescop“ besaß eine Öffnung von 50,8 cm und eine Brennweite 8,25 m. Der metallische Spiegel war von Schroeter und Gefken gegossen und poliert worden. Er war 6 cm dick und besaß ein Gewicht von ca. 100 kg. Zur Verbesserung des Reflexionsvermögens waren 5 kg Arsen mit verarbeitet worden. Der Tubus war achteckig und bestand aus Tannenholz. Das gesamte Teleskop besaß ein Gewicht von ca. 700 kg. Befestigt wurde es auf einem zweistöckigen 3,5 m breiten und 6,5 m hohen gemauerten Turm mit Eichenholz-Fachwerk. Die Ausrichtung in der Neigung erfolgte mittels Flaschenzügen, die horizontale Bewegung über ein Drehgestell. In einem Radius von 10,5 m wurde die „Galerie“ (ein Beobachtungsplatz für mehrere Personen) um das Teleskop gefahren. Das Teleskop besaß zwei kleinere Sucherfernrohre. Für sein Riesenteleskop hatte Schroeter spezielle Okulare anfertigen lassen, die eine 179- bis 360-fache Vergrößerung erlaubten. Das Gesamtgewicht der Anlage schätzte Schroeter auf 20 Tonnen.
Um Vergleiche mit den eigenen Teleskopen anzustellen, erwarb Schroeter 1795 den seinerzeit größten Refraktor mit einer Linse von 10 cm Durchmesser und 3 m Brennweite von Dollond. Er wurde im „Urania-Tempel“ aufgestellt und später mit einer parallaktischen Montierung ausgestattet. Schröter war mit dem Gerät zufrieden, beobachtete aber meist mit den eigenen lichtstärkeren Teleskopen.
1803 erwarb Schroeter aus der Werkstatt von Gefken ein Spiegelteleskop mit 2,14 m Brennweite.
1805 folgte ein weiteres Gerät aus dessen Herstellung. Es besaß eine Öffnung von 30,5 cm und 5,57 m Brennweite. Gefken hatte dazu einen 1796 hergestellten Spiegel umgeschliffen, der für ein 20-füßiges Teleskop bestimmt war. Das Gerät hatte sich jedoch als unhandlich erwiesen und wurde nicht benutzt. Das von Gefken gebaute Teleskop galt als Meisterwerk und ließ laut Schroeter 2000fache Vergrößerungen zu.
Von der von Fraunhofer in Benediktbeuern gegründeten „Optischen Anstalt“ erwarb Schröter 1806 zwei Achromaten mit 91 cm und 3,69 m Brennweite. Die Geräte entsprachen jedoch nicht seinen Erwartungen.
1807 entstand im Amtsgarten ein weiteres freibewegliches Großteleskop. Der von Gefken gefertigte Spiegel besaß einen Durchmesser von 30,5 cm bei 6,1 m Brennweite. Das Teleskop war an einem Gerüst befestigt, das auf einem Schienenkreis von 12 m lief. Die Konstruktion konnte von einer Person bedient werden.

## Sonstiges
Der Schriftsteller Arno Schmidt (1914–1979) plante einen Roman über den Lilienthaler Astronomen-Kreis, der aber nicht mehr zustande kam. Einen Teil des gesammelten Materials verarbeitete Schmidt in seinem 1960 erschienenen Roman KAFF auch Mare Crisium, der sowohl in einem „Kaff“ am Rande der Lüneburger Heide als auch auf dem Mond und dort im Bereich des Mondmeers Mare Crisium spielt. Schmidts übrige Entwürfe eines Lilienthal-Romans wurden 1996 aus dem Nachlass herausgegeben.